# Barnbyn Skå

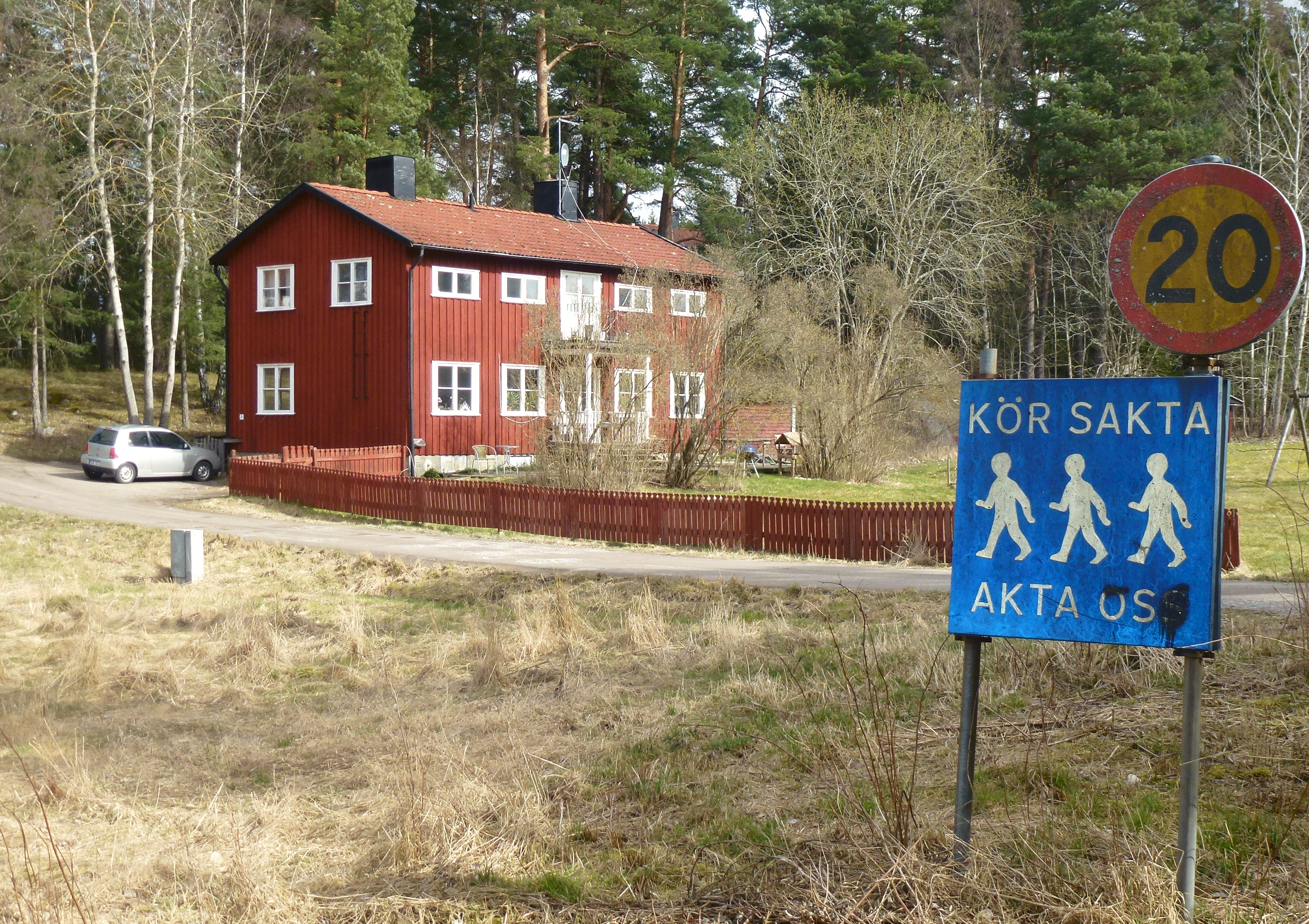
En av barnbyns stugor i mars 2015.

Barnbyn Skå var ett hem för vård och boende för psykosocialt utsatta familjer beläget i Skå-Edeby på Färingsö, Ekerö kommun. Verksamheten startades 1947 av socialläkaren Gustav Jonsson (kallad Skå-Gustav) och lades ner år 2005. Enligt Stockholms läns museum är den kvarvarande bebyggelsen ett riksintresse av betydande socialhistoriska mått.

## Historik

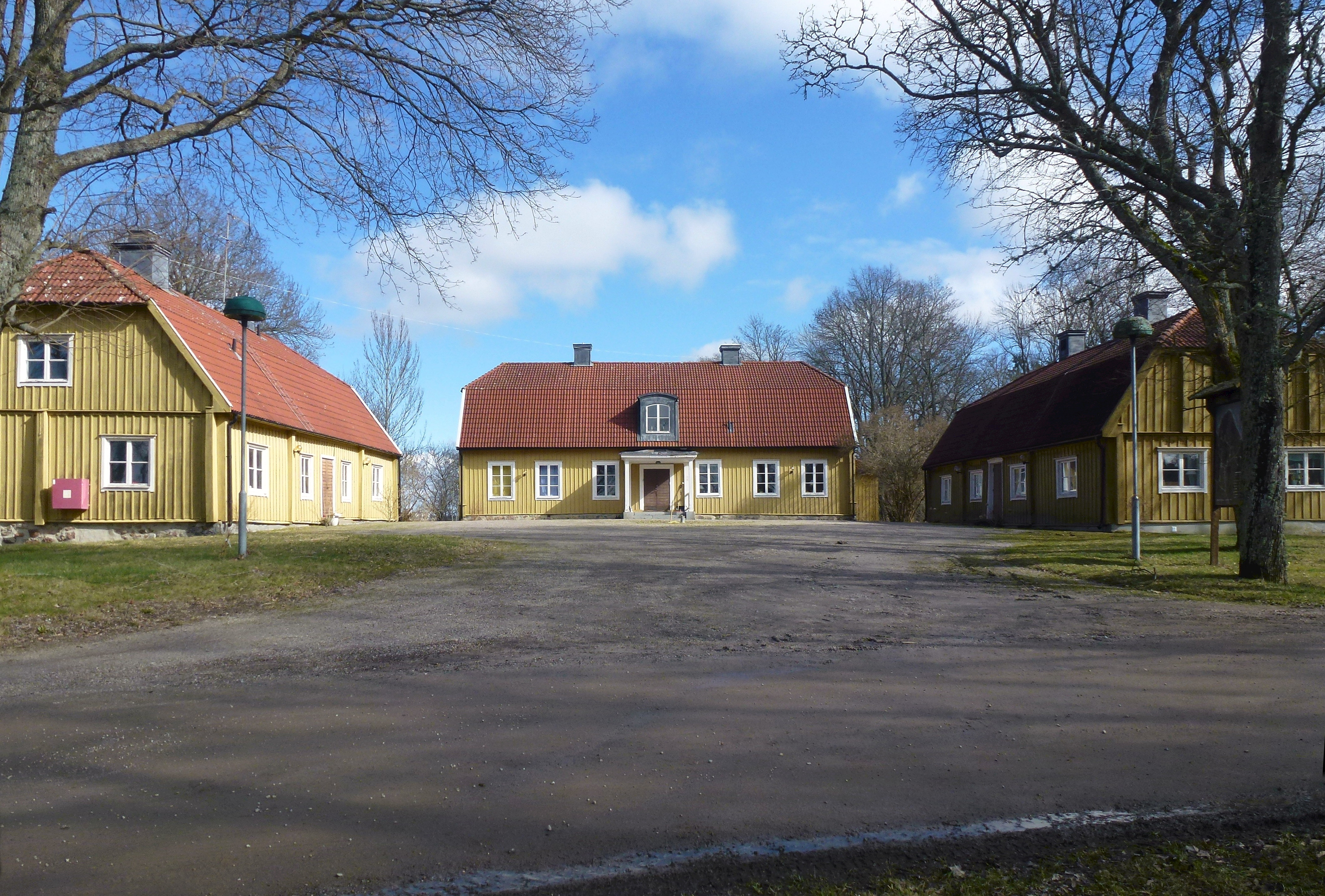
Skå-Edebys herrgård i mars 2015.

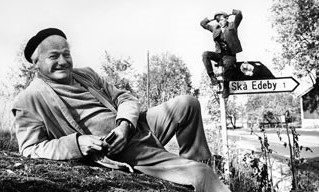
Gustav Jonsson vid Barnbyn Skå 1964.

Barnbyn Skå anlades 1947 på initiativ av Stockholms barnavårdsnämnd på godset Skå-Edebys egendom som såldes 1940 till Stockholms stad. Tidigare ägaren var "snus-kungen" Knut Ljunglöf som i sin tur 1857 förvärvade ett av Färingsöns största lantbruk.
Den nya, experimentella verksamheten skulle vara ett alternativ till dåtida barnavårdsinstitutioner, då alarmerande rapporter och undersökningar påvisade "inhumana" uppfostringsmetoder på dessa, såsom orimligt stränga straff och aga. Inriktningen var pojkar och flickor i åldrarna 7–15 år med en neurotisk och psykopatisk problematik, vilken manifesterades genom ett avvikande antisocialt beteende med missbruk, kringdrivande, våld och stölder som följd. 
Tolv faluröda stugor i två våningar uppfördes utspridda i landskapet. En byggnad användes som matsal och nio nyttjades som barnstugor där sju barn inrättades i varje stuga tillsammans med en husfar och en husmor. Stugidén byggde därför på tanken att barnen i en trygg miljö skulle få möjlighet att bearbeta tidigare konflikter med ställföreträdande föräldrar och på så sätt erhålla nya erfarenheter. Till stugorna uppfördes skola, gymnastiksal och vid Mälarens strand inrättades en badplats. I gamla herrgården etablerades administrationen och i det intilliggande före detta brännvinsbränneriet från Knut Ljunglöfs tid kunde barnen arbeta med teckning, målning, fotografi och teater. Längs med Bygatan byggdes en radhuslänga för personalen samt en panncentral med tvättstuga. Anläggningen ritades av arkitekterna Axel Grönwall och dennes partner Ernst Hirsch.
Bland de kända föreståndarna fanns Gustav Jonsson och Bengt Börjeson. Verksamheten fick tidigt stor internationell uppmärksamhet. I maj 1949 gjordes ett reportage av det amerikanska bildmagasinet LIFE med ett fotografi visande fyra pojkar i färd med att slå sönder ett hus. Bildtexten löd: "At Children's Village for troubled children, young boy jumping on roof while others destroy the sides of a building".
Barnbyn har liksom samhället varit i konstant förändring och utveckling ända sedan starten och har omvandlat, omdanat samt omformulerat sin verksamhet vid flera tillfällen under årens lopp. Under sina 57 verksamma år har Barnbyn Skå haft ett stort inflytande inom den öppna barn- och familjevården både i Sverige och internationellt. Inom nordisk barnpsykiatri har institutionen spelat en ledande roll vid utvecklingen och introduktionen av nya psykoterapeutiska metoder. I begynnelsen framhöll Gustav Jonsson att Barnbyn Skås främsta uppgift var att ta hand om samhällets mest utsatta människor, ett ideologiskt och etiskt ställningstagande Barnbyn Skå höll fast vid in i det sista. 
Den sista juni 2005 stängde Barnbyn Skå portarna efter, med några få undantag, en ständigt pågående verksamhet sedan 1947. Efter en tids förfall såldes anläggningen år 2010 till Skå Edeby Utveckling AB. Idag nyttjas de flesta byggnader som privatbostäder. Skolan står tom, men gymnastiksalen har blivit träningshall för hundar.

## Bilder

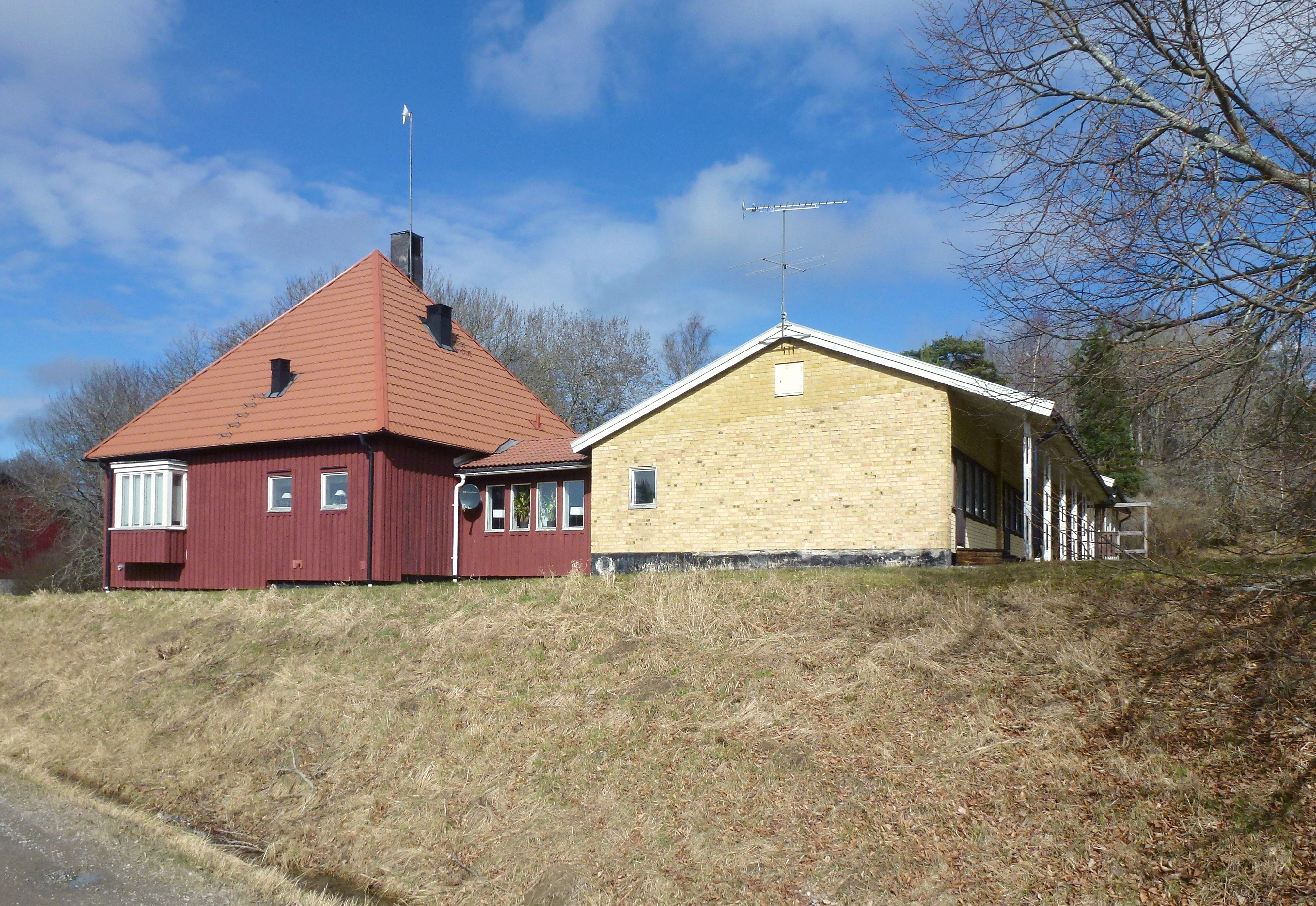
Före detta skolan och samlingssalen
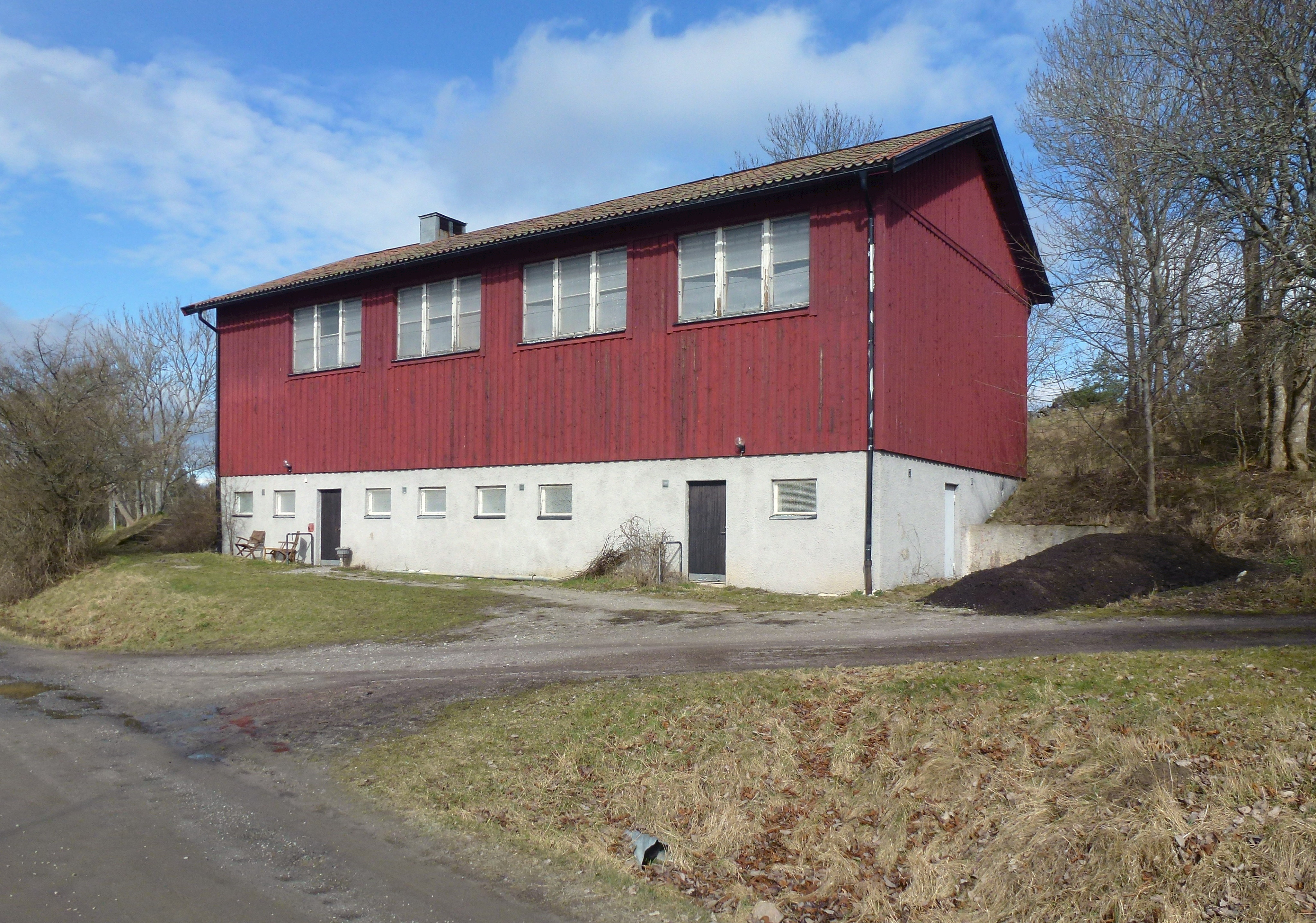
Före detta gymnastiksalen
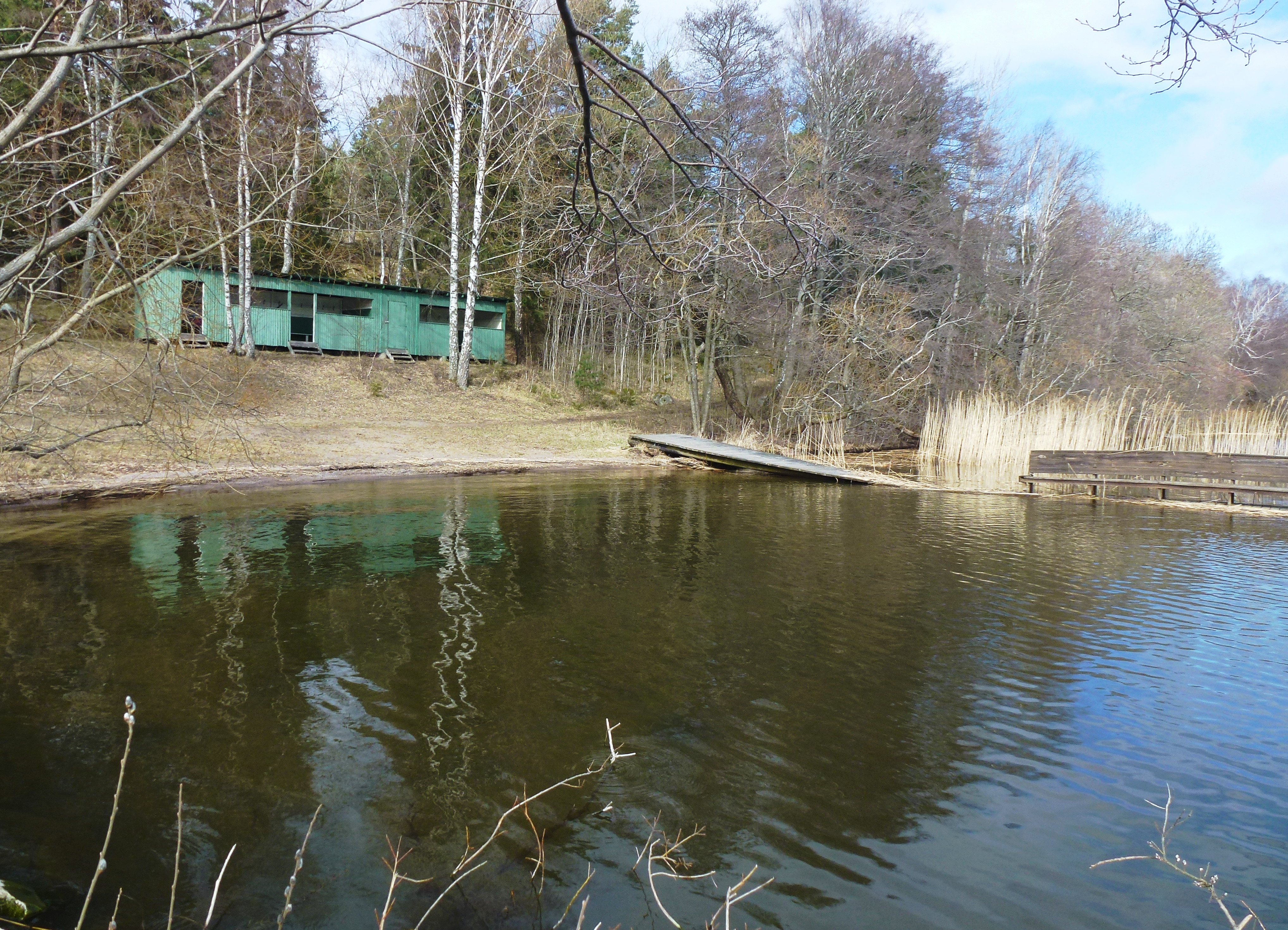
Badplatsen
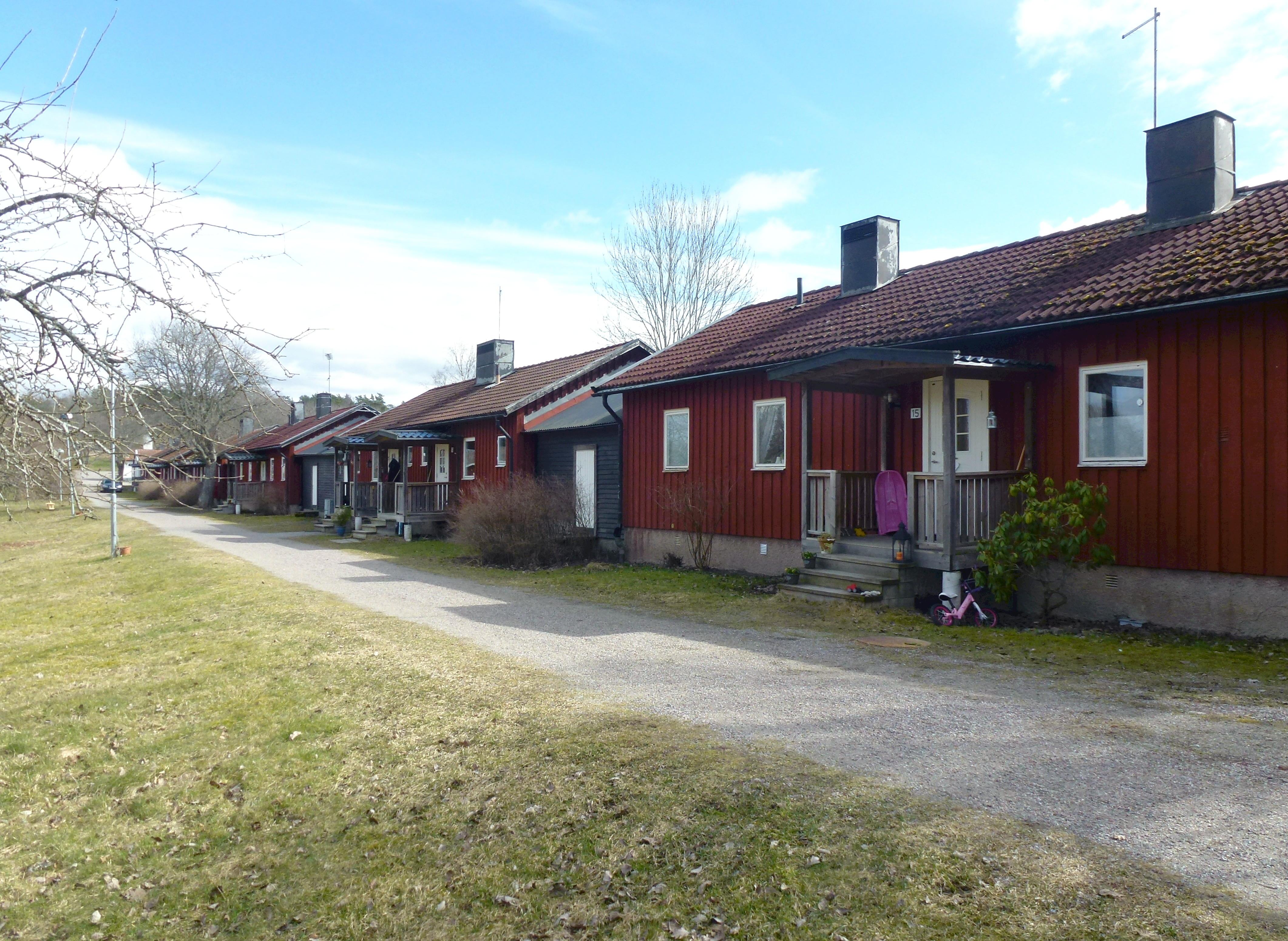
Personalens radhuslänga
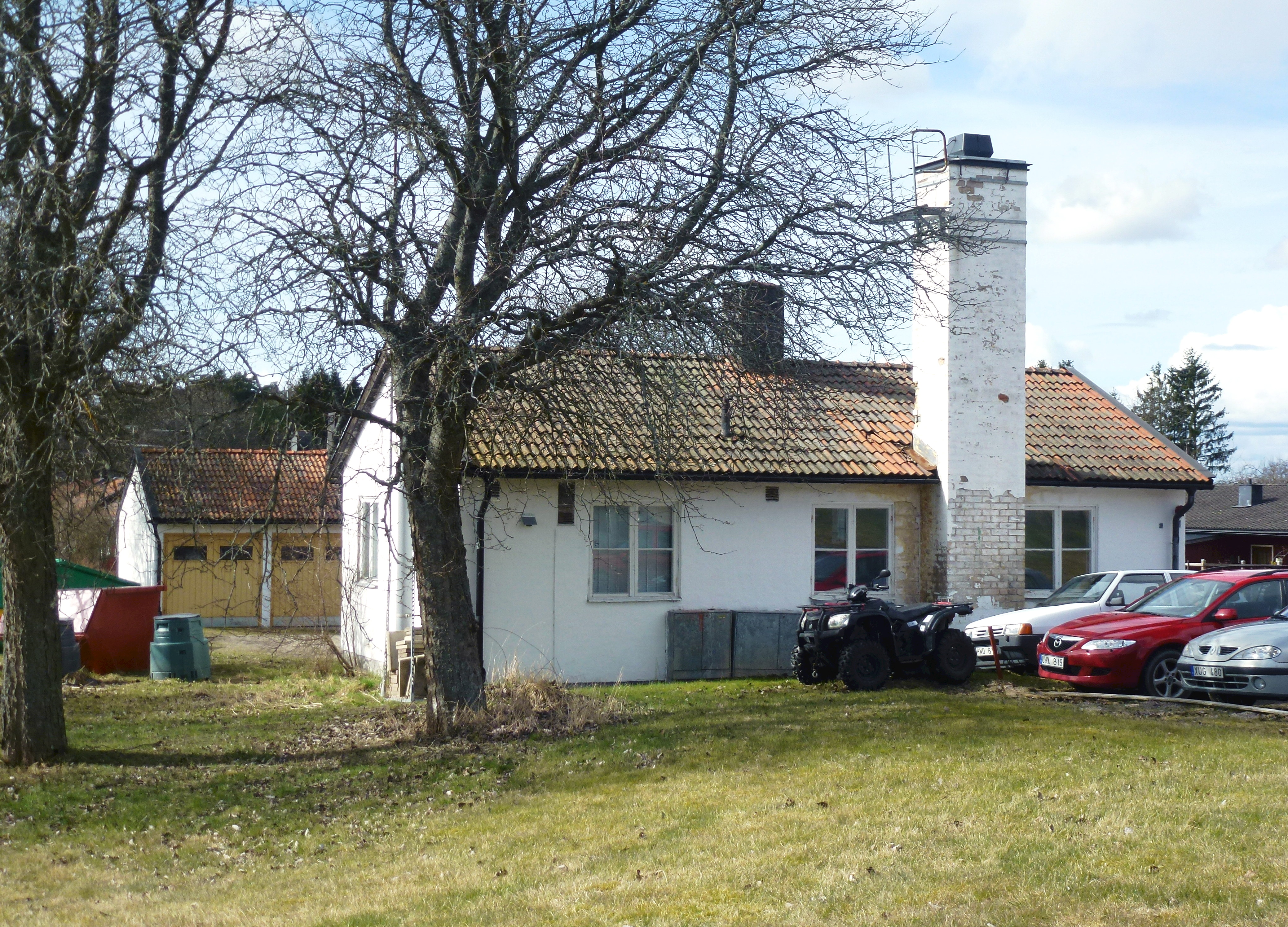
Panncentral/tvättstuga
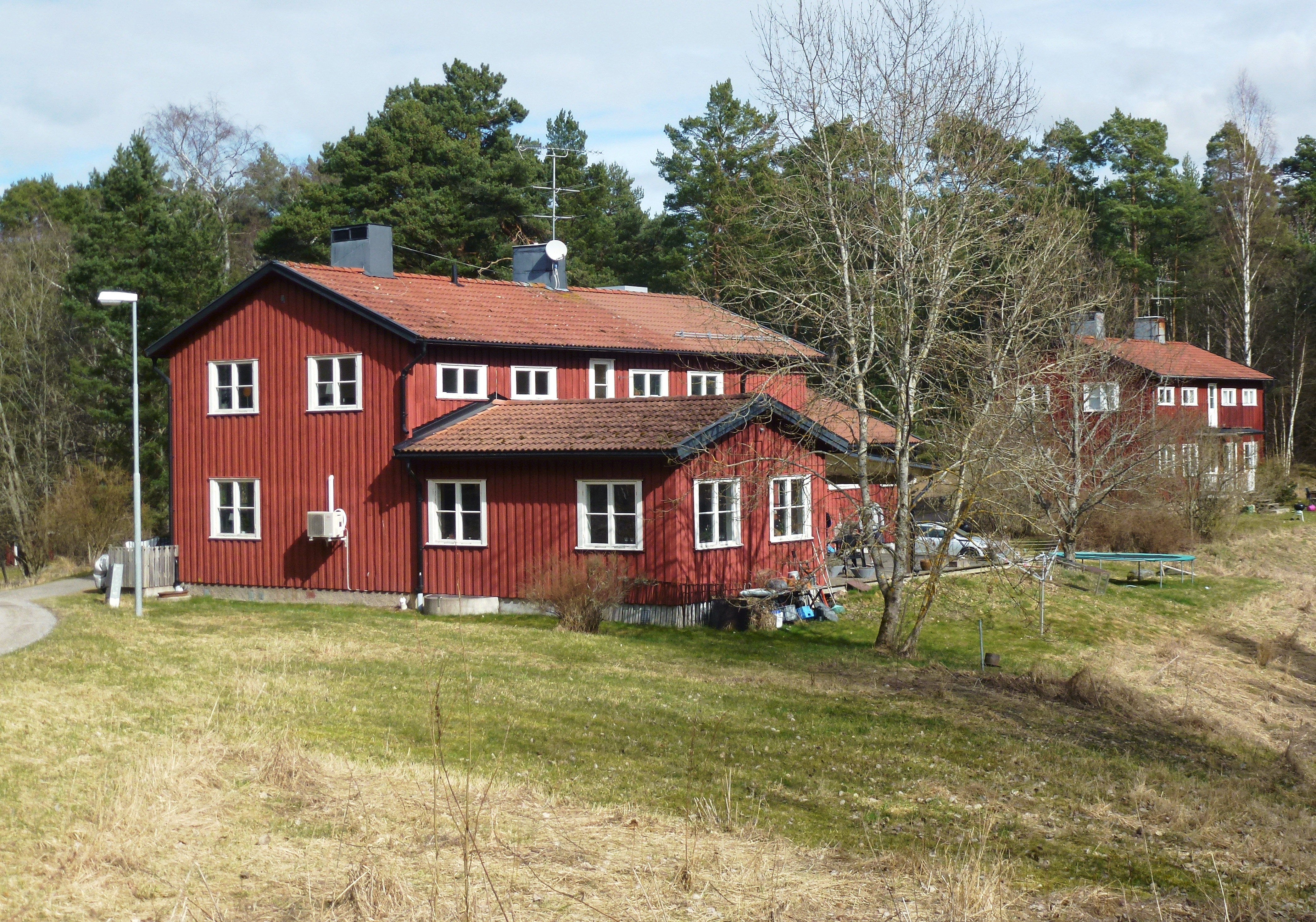
Stuga med matsal
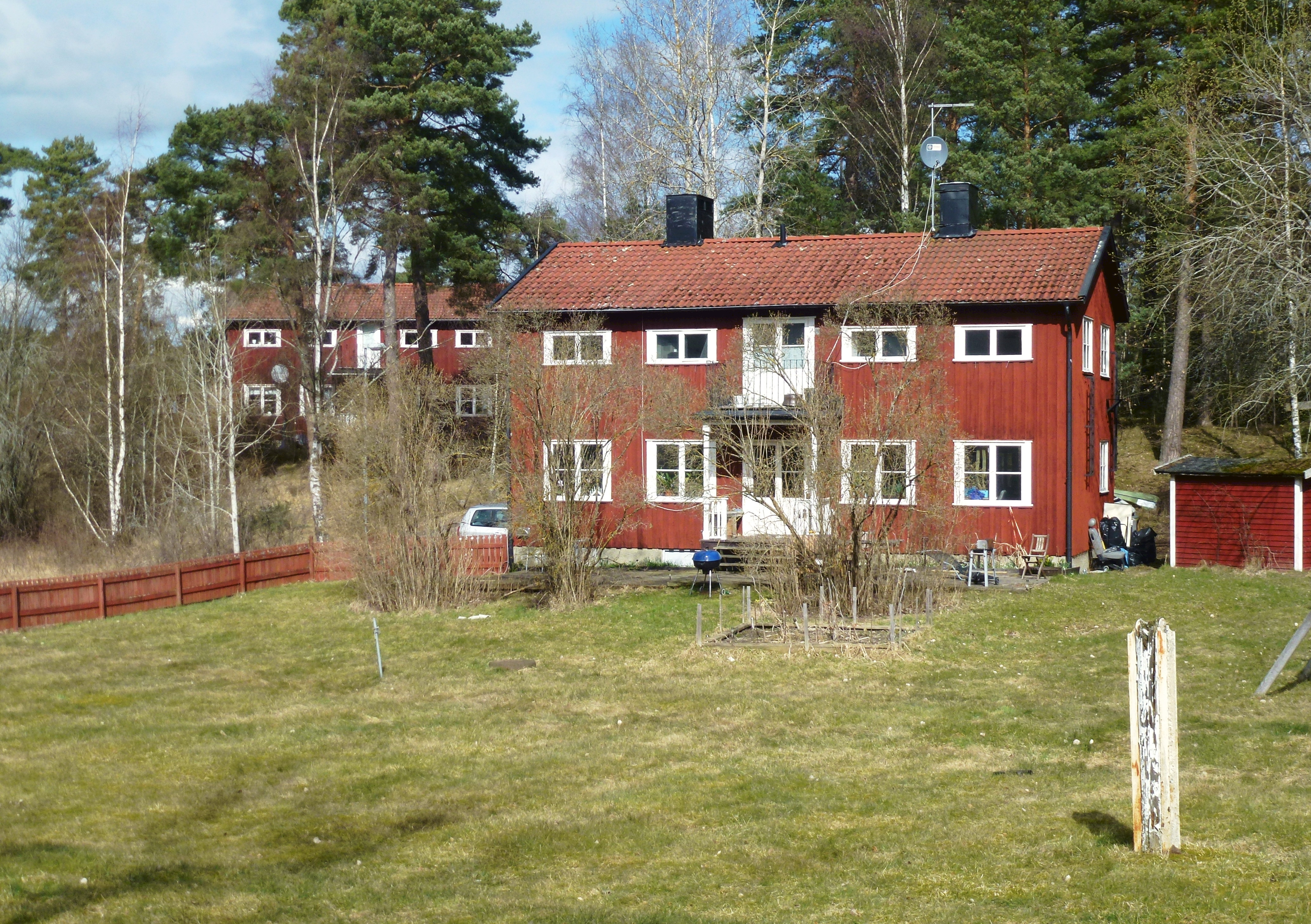
Förläggningsbyggnader
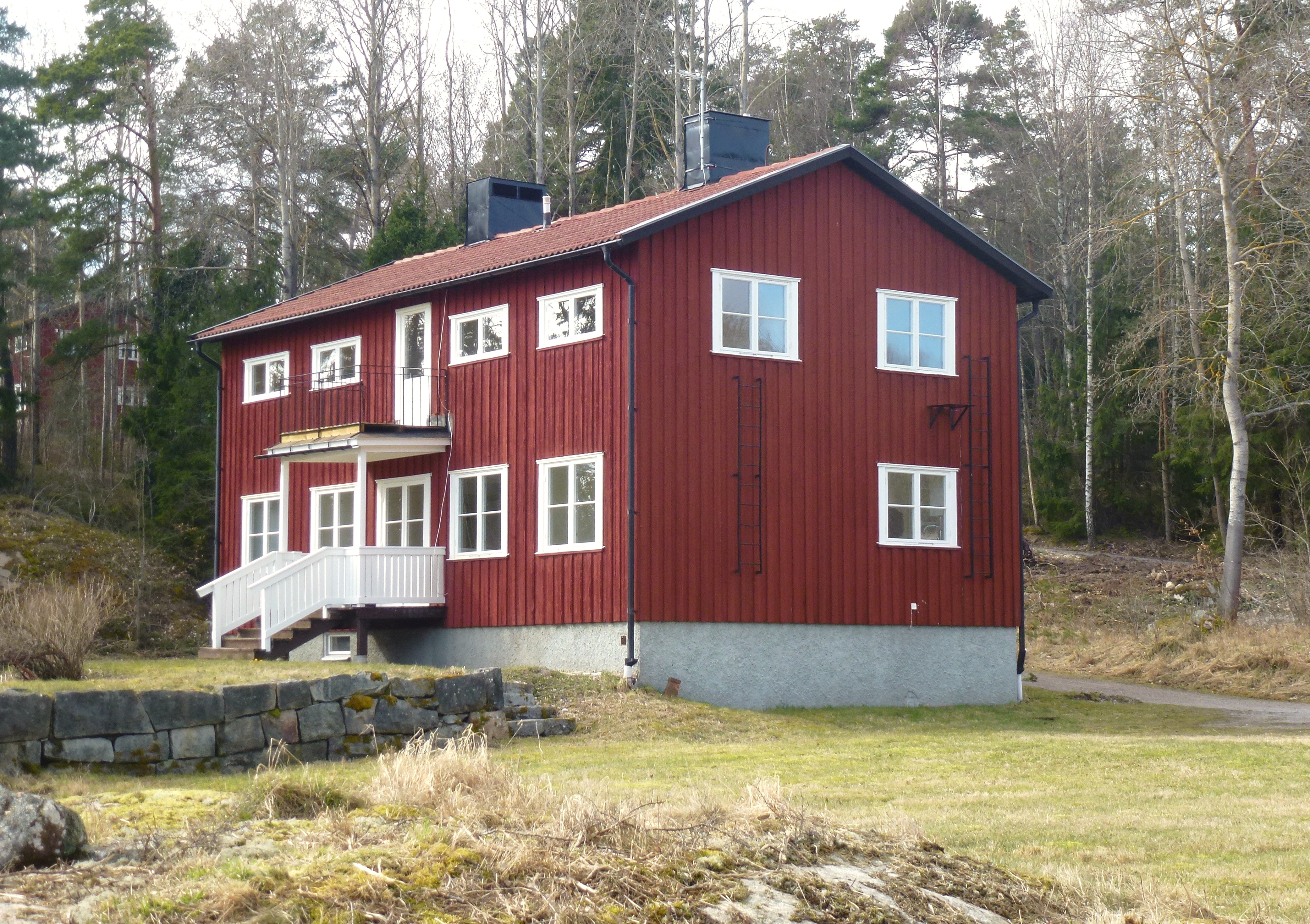
Förläggningsbyggnad